# Khu vực bảo tồn

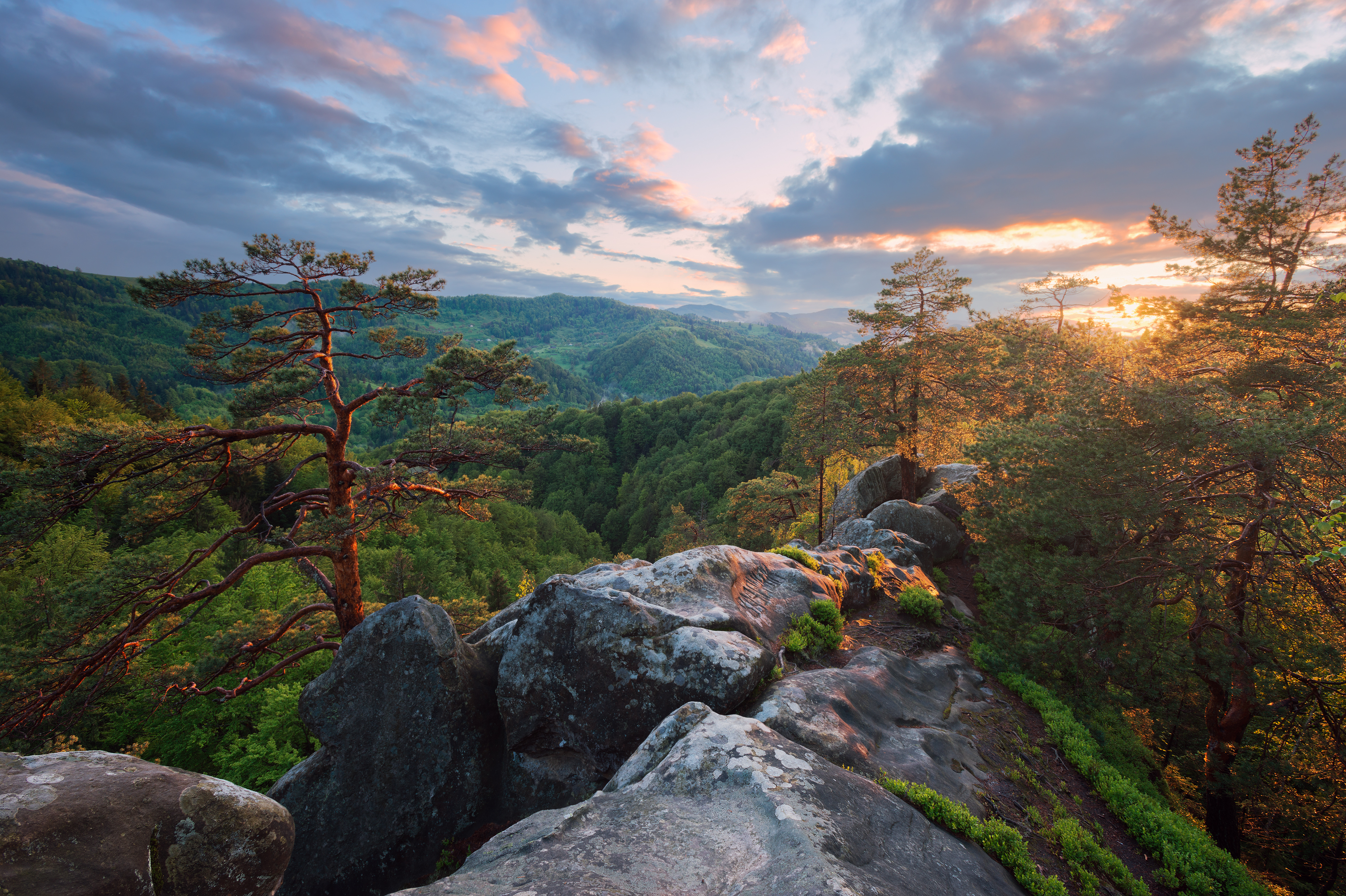
Một cảnh quan rừng trong khu vực được bảo vệ

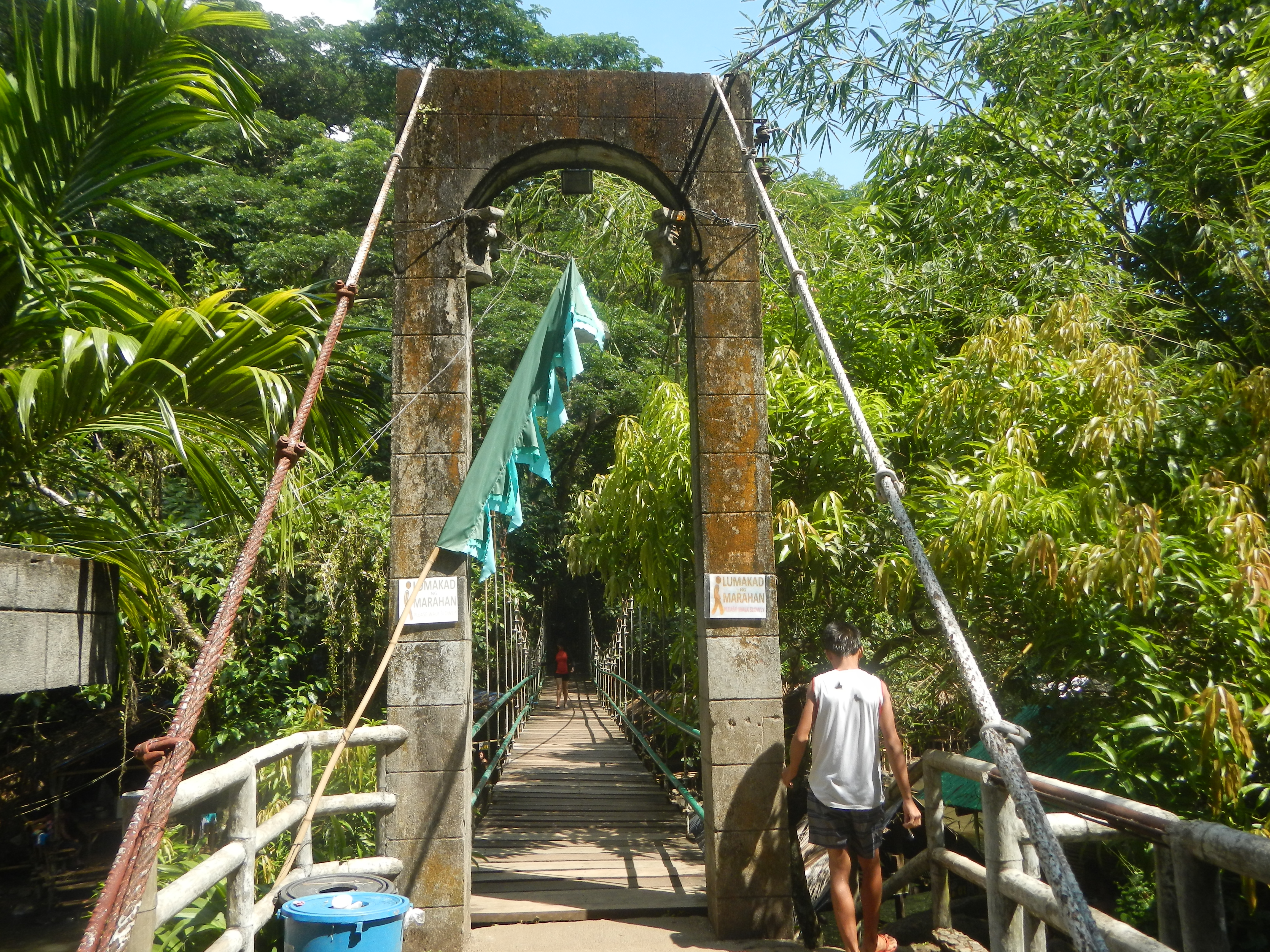
Một khu vực được bảo vệ (lối vào) ở Laguna, Phi Luật Tân

Các khu vực được bảo vệ (Protected area) hoặc các khu vực bảo tồn (Conservation areas) là các địa điểm nhận được sự bảo vệ vì các giá trị tự nhiên, giá trị sinh thái hoặc văn hóa đã được công nhận. Có một số loại khu vực được được bảo vệ có mức độ bảo vệ khác nhau tùy thuộc vào luật pháp cho phép của mỗi quốc gia hoặc quy định của các tổ chức quốc tế liên quan. Mặc dù vậy, nói chung, các khu bảo tồn được hiểu là những khu vực hạn chế sự hiện diện của con người hoặc ít nhất là việc khai thác tài nguyên thiên nhiên (ví dụ: thu lượm nhặt củi, khai thác lâm thổ sản ngoài gỗ, nước). 

## Đại cương
Thuật ngữ "khu vực được bảo vệ" cũng bao gồm các khu bảo tồn biển, ranh giới của các khu vực này sẽ bao gồm một số khu vực đại dương và các khu bảo tồn xuyên biên giới nằm chồng lên nhiều quốc gia, loại bỏ biên giới bên trong khu vực vì mục đích bảo tồn và kinh tế. Có hơn 161.000 khu bảo tồn trên thế giới (tính đến tháng 10 năm 2010) được bổ sung hàng ngày, chiếm từ 10 đến 15% diện tích bề mặt đất trên thế giới. Tính đến năm 2016, có 14.688 Khu bảo tồn biển (KBTB), và khoảng 14,7% diện tích nước trên cạn và nội địa trên thế giới (trừ Nam Cực) được bảo vệ.
Đối với các vùng biển thuộc quyền tài phán quốc gia ngoài vùng nước nội địa (nội thủy), khoảng 10,2% diện tích ven biển và biển và 4,12% diện tích đại dương toàn cầu được bao phủ bởi các khu bảo tồn biển. Ngược lại, chỉ 0,25% đại dương trên thế giới nằm ngoài quyền tài phán quốc gia được bao phủ bởi các khu bảo tồn biển. Thông qua Chiến lược đa dạng sinh học của EU cho năm 2030, Liên minh châu Âu đặt mục tiêu bảo vệ 30% lãnh thổ biển và 30% lãnh thổ đất liền vào năm 2030. Ngoài ra, Chiến dịch vì yêu cầu tự nhiên 30x30 vì thiên nhiên cố gắng để các chính phủ đồng ý với cùng một mục tiêu trong quá trình Công ước về Đa dạng sinh học Hội nghị cấp cao COP15. có cùng mục tiêu. Các khu bảo tồn rất cần thiết cho việc bảo tồn đa dạng sinh học, thường cung cấp môi trường sống và bảo vệ khỏi sự săn bắt các loài bị đe dọa và có nguy cơ tuyệt chủng. Khu vực bảo vệ giúp duy trì các quá trình sinh thái không thể tồn tại trong hầu hết các cảnh quan và cảnh quan biển được quản lý chặt chẽ.

## Phân loại
Các hạng mục quản lý khu bảo tồn của IUCN:
- Loại Ia - Khu bảo tồn thiên nhiên nghiêm ngặt
- Loại Ib - Khu vực hoang dã
- Hạng II - Vườn quốc gia
- Loại III - Di tích hoặc Di tích Tự nhiên (Natural monument)
- Hạng IV - Môi trường sống /Khu vực quản lý loài (ví dụ: Khu bảo tồn động vật
- Hạng mục V - Cảnh quan/Cảnh quan biển được bảo vệ
- Loại VI - Khu bảo tồn sử dụng bền vững tài nguyên thiên nhiên (ví dụ tương tự là rừng đặc dụng)